# Феникс (сын Аминтора)
Фе́никс или Фо́йникс (др.-греч. Φοῖνιξ) — персонаж древнегреческой мифологии, сын Аминтора, верный друг Пелея.
Участник Калидонской охоты. Согласно Гомеру, проклят отцом, став бесплодным, так как соблазнил наложницу отца, Клитию. По другому рассказу, был ослеплён своим отцом, будучи ложно обвинен наложницей отца Фтией в том, что он её соблазнил. Спасаясь, Феникс бежал от отца к Пелею.
Кентавр Хирон вернул Фениксу зрение, Пелей сделал его царем долопов.
Долопы участвовали в походе на Трою. По версии, Феникс привел под Трою 50 кораблей.
В «Илиаде» Гомера один из вождей мирмидонян под предводительством Ахилла, кто вместе с Одиссеем и Аяксом убеждал Ахилла продолжить битву у Трои.
Участвовал в посольстве к Ахиллу, а также в посольстве к Ликомеду за Неоптолемом. Умер после падения Трои, по дороге к молоссам, похоронен Неоптолемом.
Могилу Феникса показывали у реки Феникс, притока Асопа в Фессалии, а также в Эйоне у Стримона.
Действующее лицо трагедии Эсхила «Мирмидоняне» (фр.132в Радт), трагедий Софокла «Феникс» (фр.718-720 Радт), «Жительницы Фтии» (фр.694-696 Радт, «трагедия характеров»), «Скиросцы», сатировской драмы Софокла «Поклонники Ахилла», Еврипида «Феникс», двух пьес Иона Хиосского «Феникс», трагедий Астидаманта Младшего и Энния «Феникс».